# Wjatscheslaw Petrowitsch Wolgin
Wjatscheslaw Petrowitsch Wolgin (russisch Вячеслав Петрович Волгин; * 2. Junijul. / 14. Juni 1879greg. in Borschtschowka; † 3. Juli 1962 in Moskau) war ein russischer und sowjetischer Historiker und Rektor der Moskauer Lomonossow-Universität.

## Biografie
Wolgin war der Sohn eines Beamten. Er studierte von 1897 bis 1908  Physik und Mathematik und dann Geschichte und Philologie an der Universität Moskau. Seit 1914 lehrte er an der Städtischen Moskauer Schanjawski-Volksuniversität. Er war 1918 an der Gründung der Kommunistischen Swerdlow-Universität beteiligt. 1920 wurde er Mitglied der Kommunistischen Partei Russlands (Bolschewiki) (KPR (B)). Von 1921 bis 1925 war er Rektor der Moskauer Lomonossow-Universität. Von 1919 bis 1930 war er als Historiker Professor an der Moskauer Universität, davon 1925 bis 1930 Dekan und von 1919 bis 1929 Mitglied des Wissenschaftlichen Rates der Sowjetunion. 
1930 wurde er zum Mitglied der Akademie der Wissenschaften der UdSSR gewählt. Vom 8. Mai 1942 bis 26. Oktober 1953 war er Vizepräsident der Akademie. Von 1947 bis 1951 war er Mitglied des Obersten Sowjet der UdSSR.
Beerdigt wurde er auf dem Nowodewitschi-Friedhof in Moskau.

## Auszeichnungen, Ehrungen
- Leninorden, 1945, 1949, 1959
- Leninpreis, 1961
- Medaille „Für heldenmütige Arbeit im Großen Vaterländischen Krieg 1941–1945“, 1946
- Orden des Roten Banners der Arbeit, 1949
- Ehrendoktor der Universität Neu-Delhi, 1947